# Sri Mariammantempel (Singapore)

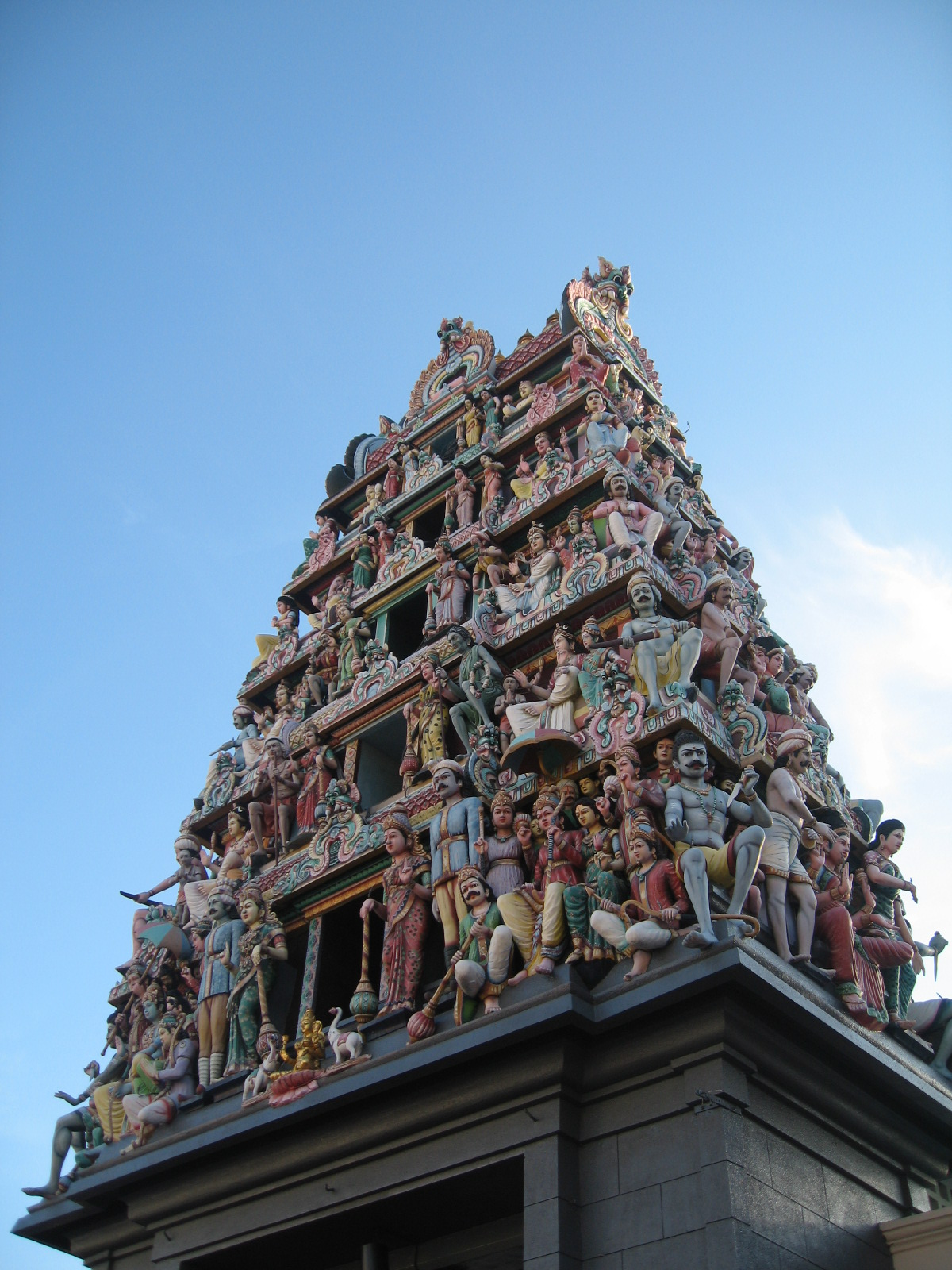
De gopuram bij de ingang van de tempel.

De Sri Mariammantempel is een hindoeïstische tempel, gewijd aan de god Mariamman. Het is de oudste hindoeïstische tempel van Singapore en is gebouwd in Dravidiaanse stijl.
De Sri Mariammantempel werd in 1827 gebouwd door Naraina Pillai. Zijn tempel was gemaakt van hout van de Nypa fruticans. In 1831 werd het tempelterrein uitgebreid toen enkele landeigenaren hun privégrond aan de tempel schonken. Deze gebeurtenis staat vermeld op een stenen tablet dat zich nog altijd in de tempel bevindt. In 1843 werden de eerste bakstenen bouwwerken op het tempelterrein gebouwd. De originele gopuram werd gebouwd in 1903. Deze was smaller en minder gedecoreerd dan de huidige gopuram. De huidige gopuram is tegenwoordig het bekendste bouwwerk van de tempel. De gopuram is rijkelijk versierd met afbeeldingen van hindoegoden.
Behalve Mariamman worden ook Rama en Murugan vereerd in de tempel, zij het in twee secundaire schrijnen naast die van Mariamman.
De tempel bevindt zich op No. 244 South Bridge Road in het district Chinatown. De tempel werd vanwege zijn historische significantie en architectuur op 6 juli 1973 uitgeroepen tot nationaal monument, en vormt een belangrijke toeristische trekpleister. De tempel wordt beheerd door de Hindu Endowments Board en valt onder het ministerie van gemeenschapsontwikkeling, jeugd, en sport.

## Afbeeldingen

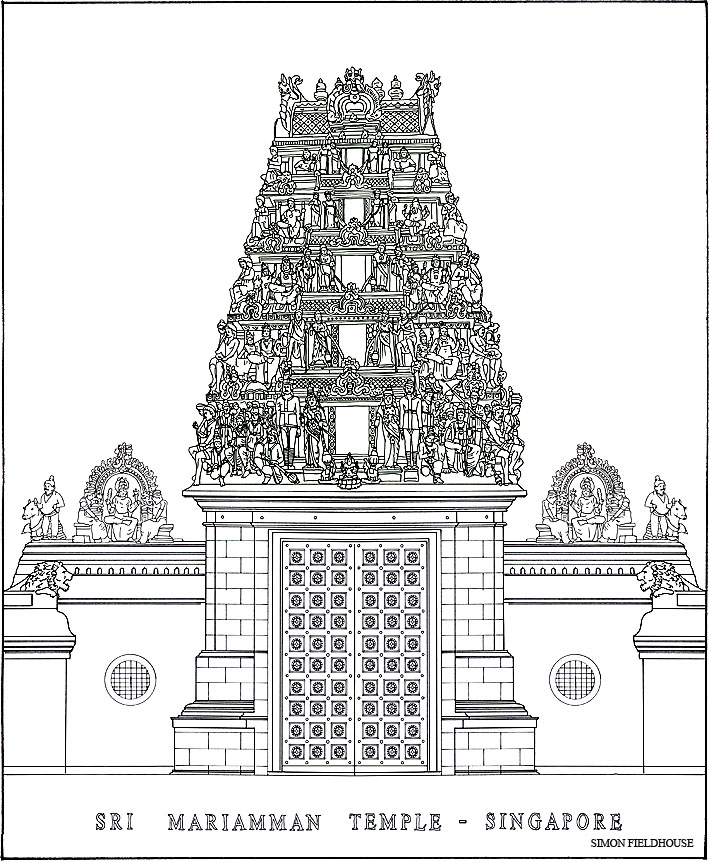
Tekening van de tempel
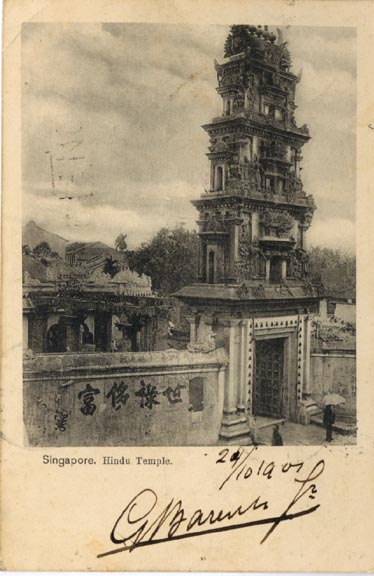
De originele gopuram
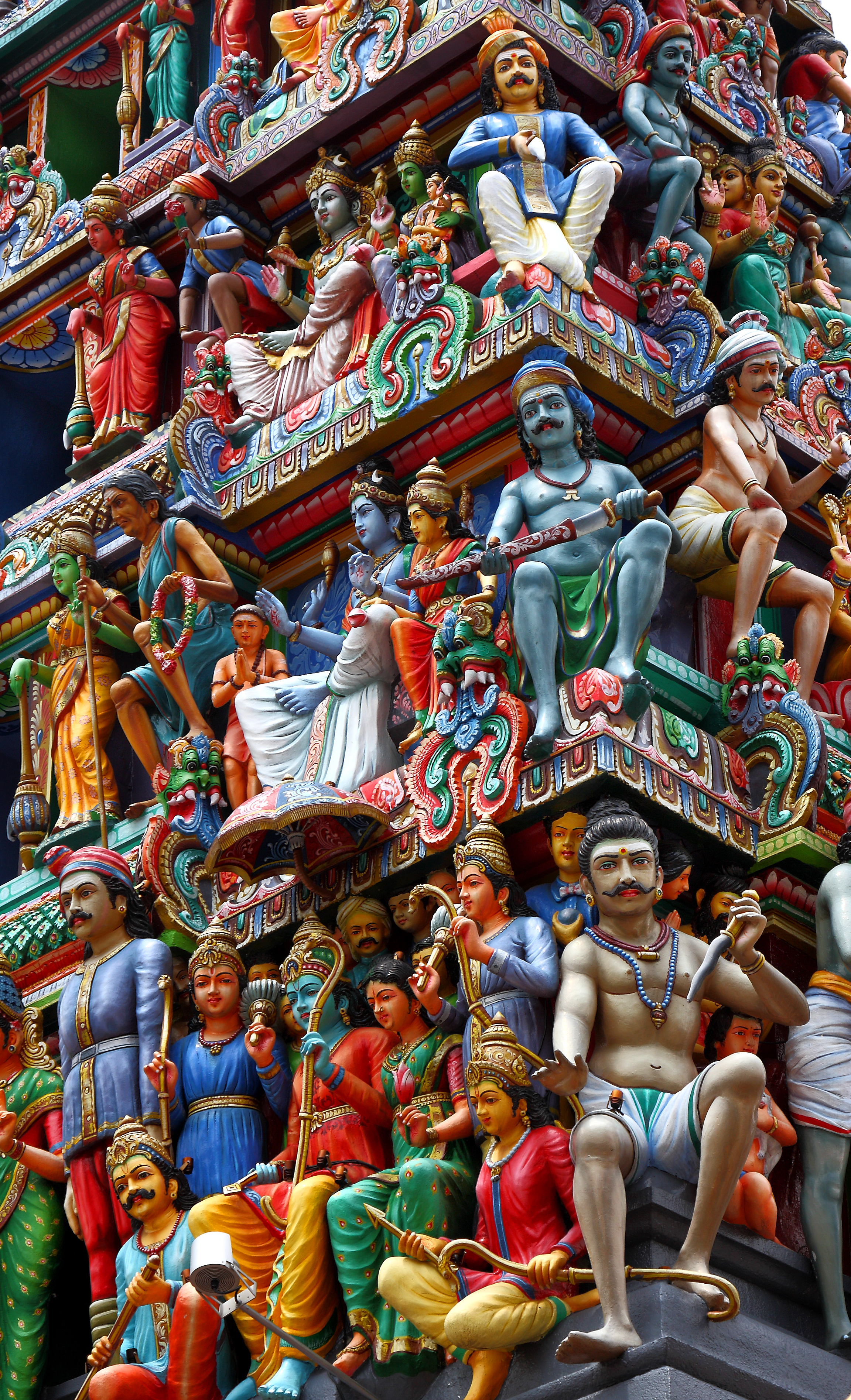
Close-up van de huidige gopuram